# Ugandatrichia honga
Ugandatrichia honga is een schietmot uit de familie Hydroptilidae. De soort komt voor in het Oriëntaals gebied.